# Kid Kash
David Cash (31 de julio de 1969) más conocido como Kid Kash, es un luchador profesional retirado estadounidense conocido por su trabajo en Extreme Championship Wrestling, Total Nonstop Action Wrestling y World Wrestling Entertainment.

## Carrera
El padre de Kash era boxeador profesional y Kash empezó a formarse a los 7 años de edad. Luego pasó a convertirse en luchador profesional y trabajó en Japón. Ahí conoció a Ricky Morton y a Morton le gustó cómo trabajaba Kash por eso aceptó contratarlo como soldador. Trabajando en eso de día, Kash luchaba en circuito independiente. Bajo el nombre de David Jericho el formó un tag team con Morton.[cita requerida]
Kash dijo, en Blood, Guts & No Glory, que su primer pago en la lucha libre era de $3. "Casi no me los quedó. Quiero decir, ¿3 dólares? ¡Eso es ridículo!". En su segunda lucha se le pagó $5. "Lo máximo que me pagaron ese año fueron probablemente 50 dólares."

### Extreme Championship Wrestling (1996-2000)
David Cash a finales del 1996 llegó a Extreme Championship Wrestling. Kash, entonces llegó a la lucha como David Jericho, fue a Filadelfia con un amigo y a veces compañero de equipo "Heavy Metal" Ric Savage. Kash con sus amigos New Jack de Gangstas y Rob Van Dam. Kash enseguida regresó a indies e incluso luchó en World Wrestling Entertainment. Fue durante un show de WWE House que luchó contra el grupo Too Cool Kash rompió ambos tobillos en el toque performing a botched hurricanrana en Scotty 2 Hotty. En 1999 cambió su nombre a Kid Kash, asemejándose ahora al músico Kid Rock. Bajo este nombre, Kash se hace ver como Kid Rock a partir de su álbum Devil Without a Cause, e incluso utiliza la canción (y nombró a uno de sus especiales) The Moneymaker, durante una fase de su carrera. Solo meses después del regreso de Kash sufrió una fractura en la mandíbula a manos del grupo The Dupps. Mantenía una legítima animosidad con el equipo de sus supuestos stiff y shoot que fueron los que rompieron la mandíbula. En el momento en que Cash se dirigía a Atlanta para encontrar un doctor privado que le arreglara la mandíbula (ya que los hospitales estaban funcionando por encima de su capacidad a causa de una epidemia de gripe). A pesar de su lesión Kash siguió luchando, sin tomarse una noche de descanso. Incluso luchó en Living Dangerously, la noche siguiente después de la conducción de Atlanta a Birmingham, LA, y literalmente después de su cirugía, la cual de forma inesperada le granjeó el respeto de Paul Heyman y muchos otros luchadores de la ECW. Kash se recuperó sin ningún problema y participó en peleas por equipos, peleas de peso crucero, e incluso se enfrentó a Mike Awesome por el ECW World Heavyweight Championship en Living Dangerously el 12 de mayo de 2000, aunque fue derrotado después de ser lanzado de espaldas desde la cuerda superior. Entre sus compañeros de equipo durante la época se incluyen Rob Van Dam, Super Crazy, Nova y The Sandman. Ganó el título de la ECW Television Championship una vez, luchando contra Rhino el 22 de agosto de 2000. Cerca de cuatro meses después, recuperaría el título de Kash.

### World Championship Wrestling (2001)
El 21 de marzo del 2001 Kid Kash firmó con WCW donde se cambió el nombre a Kash. Unos meses más tarde y WWE Vince McMahon adquirió la WCW, y quería mantener Kash a través de una renegociación de su contrato, que han reducido considerablemente su salario. Así, con más charlas y consejería con su muy buen amigo, Jimmy Hart, quien tuvo a Kash instantáneamente decidió que él era una estrella más grande y que rechazó la oferta de renegociación de la WWE, y decidió firmar con la nueva empresa en el momento Hulk Hogans XWF y donde permaneció durante 2 años de gira, antes de trasladarse a Kash lo que se ha declarado uno de sus peores errores, uniéndose al engaño, bajo el pago de la empresa de TNA.

### Total Nonstop Action Wrestling (2002-2005)
EL 14 de agosto del 2002 Kash reapareció en Total Nonstop Action Wrestling como parte de X Division. Usando como gimmick un presuntuosa heel (manteniendo en cierta medida sus rasgos de Kid Rock), Kash ganó la TNA X Division Championship de Sonny Siaki en 12 de febrero de 2003 y perdió el título contra Amazing Red el 30 de abril. Algunos de los feudos más notables fueron contra James Storm, Dusty Rhodes, Jeff Hardy, A.J. Styles, e incluso algunas luchas con Trinity. También luchó contra unas leyendas como Roddy Pipery Larry Zbyszko e incluso venció a su entrenador Ricky Morton.
El 31 de marzo del 2004 Kash hizo un grupo con Dallas para ganar NWA World Tag Team Championship y los dos ganaron otra vez el título en 21 de abril before losing them to America's Most Wanted in June. Kash fue liberado de su contrato de TNA el 20 de abril de 2005 y firmado con la WWE poco después.

### World Wrestling Entertainment (2005-2006)
La primera aparición de Kash en televisión fue en el evento principal de ECW One Night Stand 2005. Su primera aparición oficial en la WWE fue el 19 de junio del 2005 en Sunday Night Heat contra Tajiri donde fue designada la pelea Tryout. El 23 de junio, dijo en una entrevista que "Uno nunca sabe lo que la empresa está buscando. Puede que no sea lo que buscan. Sólo puedo esperar ", lo que indica que se siguió aplicando un contrato con la WWE. Ese mismo mes se le informó de que firmó un desarrollo con WWE y que han sido asignados a Deep South Wrestling. Kash luego luchó en Velocity, antes de comenzar en Smackdown!.
Kid Kash apareció en Smackdown cuando MNM y los Mexicools estaban peleando, Kash atacó a Juventud Guerrera. La semana siguiente tuvo una lucha contra Super Crazy. Kash ganó su primer título en Armagedón donde peleo contra Juventud Guerrera. Kash hizo su debut en la WWE el 18 de diciembre del 2005 en Armageddon en la provincia de Rhode Island, donde derrotó al Campeón Peso Crucero de la WWE Juventud Guerrera y ganó el título. Después de perder el título en Royal Rumble, Kash comenzó con frecuencia siendo pareja de Jamie Noble para asumir face miembros de la división de peso crucero; Durante el mes de mayo de 2006 Noble y Kash aparecieron con collares de perro ladrando y mordiendo. Luego se pusieron el nombre de los Pit Bulls y entró a la búsqueda de Paul London & Brian Kendrick por los Campeonatos en Parejas de la WWE. El equipo acabó disolviéndose cuando la compañía se deshizo de Kash el 27 de septiembre de 2006.

### Circuito independiente (2006-2015)
Recientemente ha realizado actuaciones en Real Quality Wrestling que muestra la lucha en la red en Reino Unido. Ha aparecido recientemente en Tewkesbury para la región central superior de promoción del Campeonato Pro Lucha Libre, así como en Waterford, Irlanda para Irish Whip Wrestling. Sin embargo, Kash estaba implicado en una controversia en One Pro Wrestling Show donde luchó contra Pac, que al parecer atacó a un fotógrafo que no habían sido parte de cualquier participación, así como el robo de la cámara de vídeo de un cámara al lado del ring.
Kid Kash ha luchado en varias promociones de Indy desde la salida de WWE, tal vez lo más particular Showtime All-Star Wrestling, donde ha tenido un reinado largo título como la promoción del Campeón Internacional.

### Total Nonstop Action Wrestling (2010–2013)

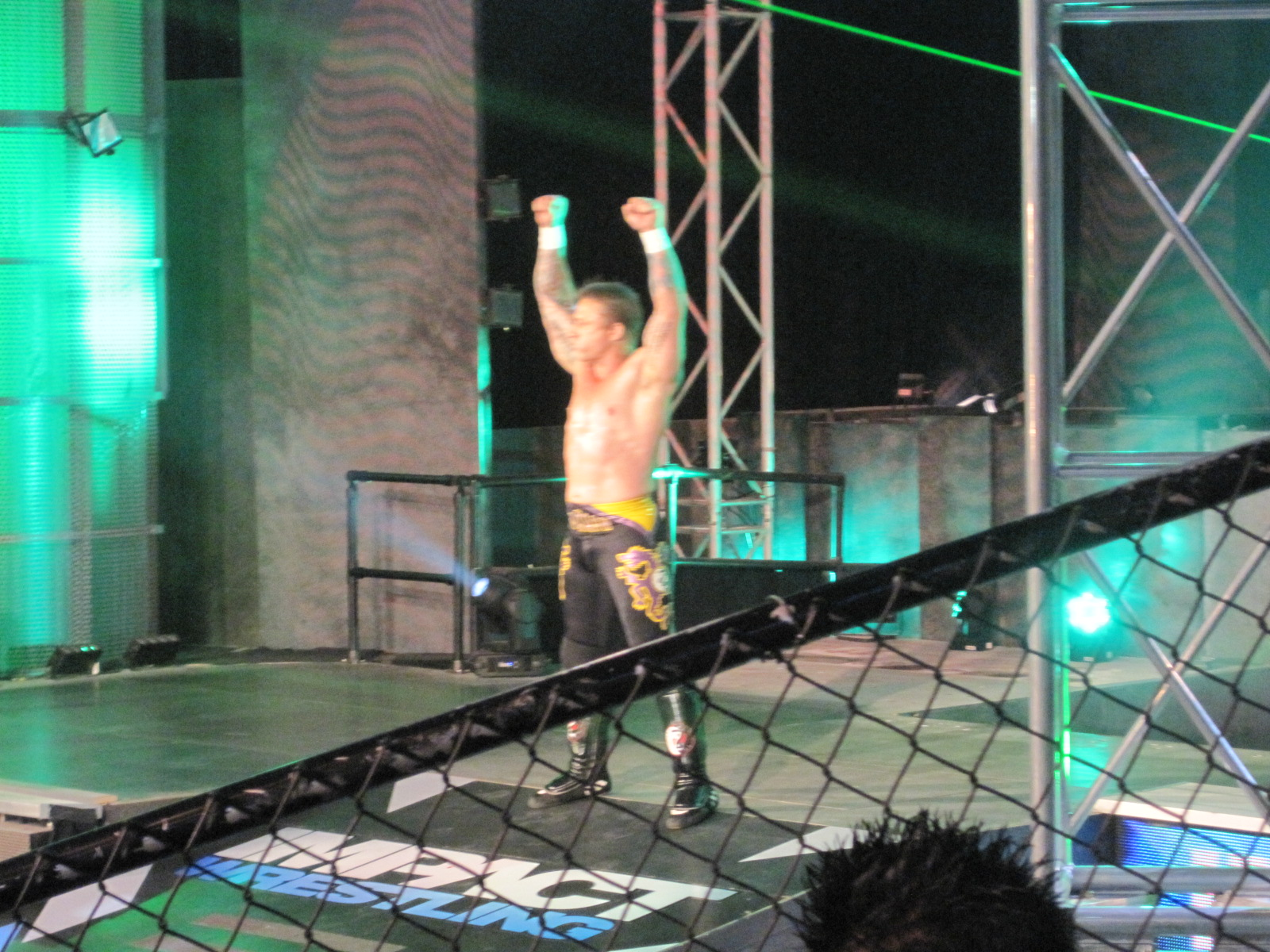
Kash haciendo su retorno a TNA en junio de 2011.

Kash hizo su regreso a TNA en el evento Hardcore Justice, el cual era un homenaje a la ECW, donde fue derrotado junto a Simon Diamond & Johnny Swinger por Little Guido, Tony Luke & Tracy Smothers.
Un año después, Kash regresó en otro evento homenaje, en este caso a la División X, formando parte de un torneo en el cual, el ganador tendría un contrato. Luchó el 13 de junio, donde fue derrotado por Austin Aries en donde también luchaba Jimmy Rave. A pesar de haber perdido el torneo, el 12 de julio se anunció que había firmado un contrato. El 18 de agosto participó en un gauntlet match para nombrar al nuevo contendiente por el Campeonato de la División X, pero fue eliminado por Jesse Sorensen, a quien le aplicó su Money Maker, causando su eliminación. En No Surrender, Sorensen derrotó a Kash en una lucha por una oportunidad por el Campeonato de la División X. En Turning Point, Kash se enfrentó a Sorensen en un combate en el que el campeón de la División X Aries también ponía su título en juego, pero Austin retuvo el título. Como Aries le cubrió, ambos se enfrentaron en Final Resolution, pero Aries retuvo de nuevo el título. En Genesis, tuvo otra oportunidad contra Aries, Sorensen y Zema Ion, pero fue el primer eliminado del combate por Ion.
El 12 de julio de 2011, Kash anunció que había vuelto a firmar con TNA. Kash hizo su regreso a TNA el 11 de agosto en Impact Wrestling, donde apareció en un segmento de backstage, donde Eric Bischoff introdujo nuevas normas en la X Division. La semana siguiente Kash participó en una lucha para determinar el contendiente #1 al título de la X Division. Después de ser eliminado de la lucha por Jesse Sorensen, Kash le aplicó el  Money Maker, lo cual le costó la lucha. La semana siguiente, Kash derrotó a Sorensen en una lucha individual. El 1 de septiembre en Impact Wrestling, Sorensen cubrió a Kash en una lucha en parejas, donde kash hacia equipo con Austin Aries y Sorensen con Brian Kendrick. El 11 de septiembre en No Surrender, Sorensen le ganó a Kash, en una pelea por ver quién sería el contendiente #1 del campeonato X Division. El 6 de octubre en Impact Wrestling, Kash atacó a Brian Kendrick por la falta de respeto hacia el. El 13 de noviembre en Turning Point, Kash no pudo capturar el campeonato de X División de Aries en una lucha de tres vías, la cual también incluía a Sorensen. Al mes siguiente en Final Resolution, Kash no pudo conseguir el título en una lucha individual con Aries. El 8 de enero del 2012, en Genesis, Kash fue el primer eliminado en una lucha de cuatro por el título de la X Division, el cual también incluía a Austin Aries, Jesse Sorensen y Zema Ion. Kash volvió el 22 de marzo en Impact Wrestling, participando en una lucha de cuatro luchadores por el título de la X Division, la cual terminó con ningún ganador, por la llegada de Bully Ray. Tras varios meses de ausencia Kash regresó en Slammiversary X pero fue derrotado por Hernández. En Destination X participó en el torneo por el vacante Campeonato de la División X, pero fue derrotado por Mason Andrews.
El 26 de julio, él y Gunner tuvieron una confrontación con el debutante Chavo Guerrero, a quien atacaron hasta que Hernández acudió a salvarle. La semana siguiente, fue derrotado por Guerrero en su primer combate en la compañía. En Hardcore Justice hizo equipo con Gunner enfrentando a Chavo Guerrero y Hernández, pero fueron derrotados.
En noviembre de 2012, se anunció que Kid Kash iba a ser mandado a Ohio Valley Wrestling para ayudar a los jóvenes. Kash debutó el 14 de noviembre, como heel, uniéndose a The Platoon of Wayne y derrotando a Elvis Pridemoore.
El 2 de febrero de 2013, Kash anunció que ya no estaba bajo contrato con Total Nonstop Action Wrestling.

### Circuito independiente (2013-2018)
Después de su lanzamiento de TNA el 5 de enero de 2013 en el evento del segundo aniversario de Crossfire, Kash y su compañero de equipo, Josh Shockman, fueron derrotados por Jerry Lynn y Ricky Morton. El 2 de marzo de 2013, Kash derrotó a Little Guido pero perdió un partido de tres por el título vacante de peso pesado HRT que fue ganado por Angel. El 13 de abril, Kash se enfrentó al campeón de IWC Super Indy, Tony Nese, pero no pudo ganar el título. El 14 de abril, en un show de IWC, Kid Kash derrotó a Facade. El 25 de mayo de 2013, en un evento de $ FW, Kash y Doug William se enfrentaron a Owen Phoenix y Último Dragon en un esfuerzo por perder. El 16 de junio de 2013, Kash y Stan Lee compitieron en el Brad Armstrong Memorial Event, donde fueron derrotados por Cerebus y KC Thunder. El 9 de septiembre, Kash se enfrentó a Chris Michaels en un esfuerzo por perder. El 18 de noviembre de 2014, Kash perdería ante VsK en un show de VPW.
En septiembre de 2015, Kash inició su gira de retiro donde él y Ricky Morton se enfrentaron a Jeff Connelly y Brian Montgomery en un esfuerzo por perder. Kash y Morton discutieron después del partido. En diciembre de 2015, Kash luchó en un esfuerzo por perder contra Chase Owens, donde la estipulación era si Kash ganaba, Ricky Morton se retiraría y si Owens ganaba, Kash se retiraría.
En enero de 2018, en el evento When Worlds Collide de IWR, se unió a Ky-ote como parte del Arrow Club en una batalla perdida contra los Von Erichs: Ross y Marshall. El 11 de agosto, Kash regresó como miembro del Arrow Club en World Class Revolution Pro Wrestling, donde él y Ky-ote derrotaron a los hermanos Von Erich, así como al Príncipe Mahalli y Rasheed Ali, por los Títulos de Equipo de Etiqueta de Clase Mundial.

## En lucha
- Movimientos finales
  - Dead Level[1][3] (Brainbuster) - 2005-presente
  - Money Maker[1][3] (Double underhook piledriver)
  - Springboard somersault corner-to-corner missile dropkick[1]
  - Double jump moonsault

- Movimientos de firma
  - Bankruptcy[1][3] (Kneeling muscle buster)
  - Kash On Delivery[1] (Elevated Boston crab)
  - Smash Mouth[1] (Silla lanzada al rostro del oponente)
  - Bank Roll[1] (Diving corkscrew senton, a veces hacia fuera del ring)
  - Money Drop[1] (Inverted facelock neckbreaker)
  - Fisherman brainbuster
  - Hurricanrana,[1] a veces desde una posición elevada
  - Dropkick, a veces desde una posición elevada
  - Frog splash[1]
  - One-handed clawhold[1]
  - Suicide springboard somersault senton
  - Arm drag

- Managers

- Nikki Roxx
- Trinity

- Apodos
  - "The Notorious K.I.D."[3]
  - "Mr. TNA"

## Campeonatos y logros
- Extreme Championship Wrestling

- ECW World Television Championship (1 vez)

- Juggalo Championship Wrestling

- JCW Heavyweight Championship (1 vez)

- Powerhouse Wrestling Alliance

- PWA Light Heavyweight Championship (1 vez)

- Showtime All-Star Wrestling

- SAW International Championship (4 veces)

- Total Nonstop Action Wrestling

- NWA World Tag Team Championship (2 veces) - con Dallas
- TNA X Division Championship (1 vez)

- World Wrestling Council

- WWC Junior Heavyweight Championship (1 vez)

- World Wrestling Entertainment

- WWE Cruiserweight Championship (1 vez)

- X Wrestling Federation

- XWF World Cruiserweight Championship (1 vez)

- XtraWrestle Federation

- XWF World Cruiserweight Championship (1 vez)

- Pro Wrestling Illustrated
  - Situado en el Nº265 en los PWI 500 de 2013[41]